# Copa México 1988-89
La Copa México 1988-89 fue la edición 61 de la Copa México. El torneo empezó el 8 de septiembre de 1988 y concluyó el 25 de enero de 1989, en el cual el equipo de Toluca logró el título por segunda vez con una victoria sobre el equipo de la U. de G.. 
Contó con la participación de 20 equipos de primera división. Para esta edición se jugó primero una fase de grupo y luego una eliminación directa a partir de las semifinales a doble partido.

## Fase de grupo

### Grupo A
| Pos. | Equipo   | Pts. | PJ | G | E | P | GF | GC | Dif. | Clasificación        |
| ---- | -------- | ---- | -- | - | - | - | -- | -- | ---- | -------------------- |
| 1    | Toluca   | 12   | 8  | 6 | 0 | 2 | 11 | 8  | +3   | Acceso a semifinales |
| 2    | América  | 10   | 8  | 3 | 4 | 1 | 10 | 6  | +4   |                      |
| 3    | Atlas    | 10   | 8  | 4 | 2 | 2 | 15 | 12 | +3   |                      |
| 4    | Irapuato | 5    | 8  | 1 | 3 | 4 | 12 | 17 | −5   |                      |
| 5    | UNAM     | 3    | 8  | 0 | 3 | 5 | 8  | 13 | −5   |                      |

 Fuente: RSSSF

### Grupo B
| Pos. | Equipo           | Pts. | PJ | G | E | P | GF | GC | Dif. | Clasificación        |
| ---- | ---------------- | ---- | -- | - | - | - | -- | -- | ---- | -------------------- |
| 1    | Leones Negros    | 11   | 8  | 5 | 1 | 2 | 17 | 11 | +6   | Acceso a semifinales |
| 2    | Santos Laguna    | 10   | 8  | 3 | 4 | 1 | 7  | 6  | +1   |                      |
| 3    | Tampico Madero   | 9    | 8  | 4 | 1 | 3 | 14 | 11 | +3   |                      |
| 4    | Atlético Morelia | 7    | 8  | 2 | 3 | 3 | 13 | 14 | −1   |                      |
| 5    | Puebla           | 3    | 8  | 1 | 1 | 6 | 7  | 16 | −9   |                      |

 Fuente: RSSSF

### Grupo C
| Pos. | Equipo            | Pts. | PJ | G | E | P | GF | GC | Dif. | Clasificación        |
| ---- | ----------------- | ---- | -- | - | - | - | -- | -- | ---- | -------------------- |
| 1    | Atlético Potosino | 10   | 8  | 4 | 2 | 2 | 11 | 9  | +2   | Acceso a semifinales |
| 2    | Atlante           | 9    | 8  | 4 | 1 | 3 | 12 | 8  | +4   |                      |
| 3    | Guadalajara       | 9    | 8  | 3 | 3 | 2 | 10 | 8  | +2   |                      |
| 4    | Necaxa            | 6    | 8  | 3 | 0 | 5 | 10 | 14 | −4   |                      |
| 5    | Tigres UANL       | 6    | 8  | 1 | 4 | 3 | 8  | 12 | −4   |                      |

 Fuente: RSSSF

### Grupo D
| Pos. | Equipo           | Pts. | PJ | G | E | P | GF | GC | Dif. | Clasificación        |
| ---- | ---------------- | ---- | -- | - | - | - | -- | -- | ---- | -------------------- |
| 1    | Cruz Azul        | 9    | 8  | 4 | 1 | 3 | 17 | 11 | +6   | Acceso a semifinales |
| 2    | Tecos UAG        | 9    | 8  | 4 | 1 | 3 | 16 | 12 | +4   |                      |
| 3    | Correcaminos UAT | 8    | 8  | 4 | 0 | 4 | 0  | 10 | −10  |                      |
| 4    | Monterrey        | 8    | 8  | 3 | 2 | 3 | 11 | 14 | −3   |                      |
| 5    | Cobras           | 6    | 8  | 3 | 0 | 5 | 10 | 19 | −9   |                      |

 Fuente: RSSSF

## Ronda Eliminatoria
|  | Semifinales                                                    | Semifinales                                                    | Semifinales                                                    | Semifinales                                                    |   |        | Final                                                  | Final                                                  | Final                                                  | Final                                                  |  |
|  | 16 de noviembre de 1988 (ida) 30 de noviembre de 1988 (vuelta) | 16 de noviembre de 1988 (ida) 30 de noviembre de 1988 (vuelta) | 16 de noviembre de 1988 (ida) 30 de noviembre de 1988 (vuelta) | 16 de noviembre de 1988 (ida) 30 de noviembre de 1988 (vuelta) |   |        | 11 de enero de 1989 (ida) 25 de enero de 1989 (vuelta) | 11 de enero de 1989 (ida) 25 de enero de 1989 (vuelta) | 11 de enero de 1989 (ida) 25 de enero de 1989 (vuelta) | 11 de enero de 1989 (ida) 25 de enero de 1989 (vuelta) |  |
|  |                                                                |                                                                |                                                                |                                                                |   |        |                                                        |                                                        |                                                        |                                                        |  |
|  |                                                                |                                                                |                                                                |                                                                |   |        |                                                        |                                                        |                                                        |                                                        |  |
|  | Toluca                                                         | 2                                                              | 2                                                              | 4                                                              |   |        |                                                        |                                                        |                                                        |                                                        |  |
|  | Toluca                                                         | 2                                                              | 2                                                              | 4                                                              |   |        |                                                        |                                                        |                                                        |                                                        |  |
|  | Cruz Azul                                                      | 1                                                              | 2                                                              | 3                                                              |   |        |                                                        |                                                        |                                                        |                                                        |  |
|  | Cruz Azul                                                      | 1                                                              | 2                                                              | 3                                                              |   | Toluca | 1                                                      | 2                                                      | 3                                                      |                                                        |  |
|  |                                                                |                                                                |                                                                |                                                                |   | Toluca | 1                                                      | 2                                                      | 3                                                      |                                                        |  |
|  |                                                                |                                                                | Leones Negros                                                  | 1                                                              | 1 | 2      |                                                        |                                                        |                                                        |                                                        |  |
|  | Leones Negros                                                  | 1                                                              | Leones Negros                                                  | 1                                                              | 1 | 2      | 2                                                      | 3                                                      |                                                        |                                                        |  |
|  | Leones Negros                                                  | 1                                                              |                                                                |                                                                |   |        | 2                                                      | 3                                                      |                                                        |                                                        |  |
|  | Atlético Potosino                                              | 1                                                              | 0                                                              | 1                                                              |   |        |                                                        |                                                        |                                                        |                                                        |  |
|  | Atlético Potosino                                              | 1                                                              | 0                                                              | 1                                                              |   |        |                                                        |                                                        |                                                        |                                                        |  |
|  |                                                                |                                                                |                                                                |                                                                |   |        |                                                        |                                                        |                                                        |                                                        |  |

## Semifinales

### Partidos de ida
| 16 de noviembre de 1988 | Cruz Azul       | 1 - 2 | Toluca                                                  | Estadio Azteca, México, D.F. |  |
|                         | Jorge Núñez 33' |       | Jorge Núñez 41' (a.g.) · Enrique Washington Olivera 79' |                              |  |

| 16 de noviembre de 1988 | Atlético Potosino      | 1 - 1 | U. de G.            | Estadio Plan de San Luis, San Luis Potosí |  |
|                         | Mario Díaz Beltrán 63' |       | Humberto Romero 58' |                                           |  |

### Partidos de vuelta
| 30 de noviembre de 1988              | Toluca                           | 2 - 2 | Cruz Azul                               | Estadio Nemesio Díez, Toluca |  |
|                                      | Ricardo Ferretti 72' (pen.), 79' |       | Horacio García 15' · Rubens Navarro 21' |                              |  |
| Toluca Gana en el marcado global 4-3 |                                  |       |                                         |                              |  |

| 30 de noviembre de 1988                            | U. de G.                                 | 2 - 0 | Atlético Potosino | Estadio Jalisco, Guadalajara |  |
|                                                    | Víctor Rodríguez 70' · Daniel Guzmán 81' |       |                   |                              |  |
| Leones Negros de la U. de G. Gana en el global 3-1 |                                          |       |                   |                              |  |

## Final

### Partido de ida
| 11 de enero de 1989 | U. de G.          | 1 - 1 | Toluca                      | Estadio Jalisco, Guadalajara |  |
|                     | Daniel Guzmán 25' |       | Ricardo Ferretti 38' (pen.) |                              |  |

### Partido de vuelta
| 25 de enero de 1989 | Toluca                                                 | 2 - 1 | U. de G.        | Estadio Nemesio Díez, Toluca |  |
| | Enrique Washington Olivera 90+3' · Jorge Rodríguez 94' |       | Byron Pérez 48' |                              |  |
| El encuentro se supendio al minuto 111, debidoa aque la U. de G. terminó con 6 jugadores en la cancha, el resultado se mantuvo Toluca Gana la copa en global 3-2 |                                                        |       |                 |                              |  |

|                           |
| Campeón Toluca 2.o título |

## Datos
- México - Estadísticas de la temporada 1988/1989 en México. (RSSSF)

- Datos: Q4584897